# Museo de Historia de la Medicina Andrés Soriano Lleras
El Museo de Historia de la Medicina Andrés Soriano Lleras
es uno de los tres componentes del Centro de Historia de la Medicina (CHM) de la Universidad Nacional de Colombia. 
Como colección museal, se encarga de identificar, custodiar y exhibir objetos que sean testimonio de la historia de la Facultad de Medicina de la Universidad Nacional de Colombia, del Hospital San Juan de Dios de Bogotá y de la práctica médica de sus profesores y egresados, con el objeto de contribuir a la historia de los saberes médicos y la educación en las áreas de la salud.
La colección del Museo de Historia de la Medicina se encuentra en el Claustro de San Agustín de la Universidad Nacional de Colombia.

## Historia
Por iniciativa del entonces Rector José Félix Patiño, el museo fue creado en 1966 por el profesor e historiador de la medicina Andrés Soriano Lleras, quien manteniendo una estrecha relación con el Hospital San Juan de Dios en Bogotá puso en marcha un proyecto de recuperación y estudio de piezas de la práctica médica.
En 1974, tras la muerte del profesor Soriano Lleras, el Centro dejó de funcionar. En 1988, con ayuda del decano de la Facultad de Medicina, Augusto Corredor Arjona, la profesora Estela Restrepo Zea de la Facultad de Ciencias Humanas, puso en marcha un proyecto de recuperación y estudio de las piezas, que continuó hasta la reapertura del museo en abril de 1991. Este museo contaba con piezas del antiguo museo, equipos dados de baja por la Fundación San Juan de Dios, y equipos de depósitos de la ciudad universitaria. Tras haber permanecido abierto por ocho meses, fue cerrado nuevamente por falta de presupuesto.
El 12 de abril de 1995 se reabrió el Centro de Historia de la Medicina, gracias a la gestión de Emilio Quevedo Vélez y la profesora Estela Restrepo Zea.
En 1999 se adecuó el espacio físico en el segundo piso de la Facultad de Medicina para ubicar la sede del Centro y el Museo. Este espacio disponía de Biblioteca histórica y tres salas de exposición permanente de la colección. Posteriormente las restricciones de espacio obligaron a suspender las visitas guiadas y sólo se permitió la entrada a personal especializado para el desarrollo de proyectos de investigación histórica o museológica.
En 2007, por creación de un laboratorio y nuevas salas de computo, la colección se vio forzada a desplazarse de su espacio en el edificio de la Facultad de Medicina, para luego dividirse en tres sitios de bodegaje. 
Actualmente, la reserva visitable del Museo se encuentra en el Claustro San Agustín de la Universidad Nacional, y está compuesta por una colección de piezas de Ceroplástica.

## Colección de Ceroplástica
La colección Ceroplástica Dermatológica que se encuentra en la reserva del Claustro de San Agustín, es una colección de trescientas veinticinco piezas elaboradas por el maestro Lisandro Moreno Parra para la enseñanza de la Dermatología, que dan cuenta de las afecciones de la piel y otras enfermedades que afectaron a la población colombiana en la primera mitad del siglo XX. La historia de esta colección se remonta a 1930, cuando por iniciativa de Manuel José Silva, director de la clínica dermatológica de la universidad, se ordenó la elaboración de las piezas como material de enseñanza de esta especialidad médica.
La colección llegó a tener más de mil piezas, que estuvieron exhibidas en vitrinas de madera cerca de la clínica dermatológica, que funcionaba en uno de los pabellones del Hospital San Juan de Dios, hasta que el desarrollo de nuevos métodos de ilustración hizo que entraran en desuso, por lo que fueron archivadas y olvidadas.
A raíz del cierre del hospital, en 1995 la colección fue trasladada al Museo de Historia de la Medicina, dentro del campus universitario. Allí permaneció hasta que en 2007 se trasladó al Claustro de San Agustín, donde actualmente se pueden apreciar como parte de la reserva visitable.
Esta colección, la más valiosa del museo, es uno de los principales componentes patrimoniales de la Universidad Nacional, tanto por su valor histórico como por su valor artístico.